# Хитрово, Василий Николаевич
Васи́лий Никола́евич Хитрово́ (6 [17] июля 1834, Санкт-Петербург — 5 [18] мая 1903, Гатчина, Санкт-Петербургская губерния) — российский государственный и общественный деятель, писатель. Основатель, почётный член и секретарь Императорского православного палестинского общества. Действительный тайный советник.

## Биография
Василий Николаевич Хитрово родился 6 июля 1834 г. в Санкт-Петербурге, в старинной дворянской семье, восходящей к известному роду бояр Хитрово. Отец, Николай Александрович, участник наполеоновских войн, служил в ведомстве Придворной конюшенной конторы. Мать — Варвара Ивановна, урождённая Кривцова. Старший брат, Александр Николаевич Хитрово, погиб в 1855 г. при обороне Севастополя. Василий был пятым ребёнком в семье (из десяти его братьев и сестёр четверо умерли в детстве, один — в молодости от чахотки).
Получив воспитание дома и затем в частных пансионах, он поступил в 1848 г. в Императорский Александровский лицей, окончив который, в декабре 1854 г., был определен на службу в Государственный контроль чиновником особых поручений. В следующем году — помощник старшего контролера при Провиантском департаменте Военного министерства.
С 1856 г. надворный советник в Морском министерстве, во главе которого стоял тогда, в чине генерал-адмирала, младший брат и ближайший соратник Александра II великий князь Константин Николаевич. В июне 1858 г. коллежский асессор В.Н. Хитрово командирован во Францию для изучения новейших методов бухгалтерского учёта. В декабре того же года после ревизии счетов по строительству русских кораблей в Бордо, отправлен из Ниццы  в Петербург курьером от великого князя к императору Александру II. Позже служил в Министерстве финансов, занимался устройством в России первых ссудо-сберегательных товариществ и руководил ими в течение 20 лет. С 1864 по 1891 год был депутатом (должностным лицом, контролирующим деятельность правления) Санкт-Петербургского частного коммерческого банка.
С апреля 1863 г. Хитрово перешел на службу в Министерство финансов, занимался устройством в России первых ссудо-сберегательных товариществ и руководил ими в течение 20 лет, за что был удостоен Большой золотой медали Императорского Московского общества сельского хозяйства (1879) и Высочайшей благодарности (14 сентября 1881). Полученный профессиональный опыт очень пригодится ему впоследствии для организации чёткого финансового механизма Палестинского общества. Ко времени создания ППО он был уже действительным членом не только упомянутого ИМОСХ, но и также Императорского Русского Географического (1869) и Императорского Русского Археологического (1880) Обществ.
Женился Василий Николаевич на итальянке, дочери врача, Софии Торентани. Детей у них не было, но София Доминиковна была ему настоящим другом и соратницей. Ей принадлежат многие публикации в журнале Общества — «Сообщениях ИППО», а также книга переводов древних русских «Хождений» в святую Землю, вышедшая по-французски в Швейцарии в 1899 г.
В 1871 году, будучи чиновником, Василий Николаевич Хитрово впервые совершил паломничество в Иерусалим. Это путешествие произвело настолько сильное впечатление на него, что он стал деятельным поборником интересов Православия на Ближнем Востоке и навсегда полюбил эти места. Он решил озаботиться проблемами паломничества и стал привлекать людей, сочувствовавших его идее. Сначала он самым тщательным образом изучил все проблемы, связанные с созданием Общества, и снова отправился в Палестину, где занялся подробным ознакомлением с Галилеей, которую объехал верхом совместно с тогдашним начальником Русской Духовной Миссии в Иерусалиме создателем Русской Палестины архимандритом Антонином (Капустиным). Из бесед с ним и личных наблюдений Хитрово собрал материал, впоследствии вошедший в книгу «Православие в Святой Земле». Отец Антонин увлёк Хитрово идеей создания общества, целью которого будет системное развитие научно-археологических исследований и всесторонняя помощь русским паломникам Святой Земли. Вместе с архимандритом Антонином они разработали структуру будущего Палестинского Общества, наметили кандидатов в члены-учредители и главных сотрудников.
Согласно уставу, разработанному В. Н. Хитрово, Палестинское общество призвано было осуществлять три основных функции: организация и обустройство русских паломников в Палестине (их проходило к 1914 г. через подворья ИППО ежегодно до 10 тыс. человек); помощь и поддержка Православию на Ближнем Востоке путем благотворительной и просветительной работы среди арабского населения (общество содержало к 1914 г. более 100 школ и учительских семинарий в Палестине, Сирии, Ливане); научно—исследовательская и издательская работа по изучению исторических судеб и современного положения Палестины и всего ближневосточного региона, библейской филологии и археологии, организации научных экспедиций и раскопок, пропаганде знаний о Святой Земле в российском обществе.
Постепенно образовался кружок людей, единомысленных с Хитрово, многие из которых занимали видное положение. Паломничество на Святую Землю великих князей (вначале Великого князя Константина Николаевича в мае 1859 г., затем Великого князя Николая Николаевича Старшего в октябре 1872 г.) и поддержка обер-прокурора Синода Константина Победоносцева, помогли в деле создания Палестинского общества.
В 1881 году Великий князь Сергей Александрович и Великий князь Павел Александрович побывали на Святой Земле. После разговора с В. Н. Хитрово Великий князь Сергей Александрович согласился возглавить Палестинское общество, целью которого было помогать русским паломникам попасть на Святую землю, укреплять там Православие, организовать печатные издания, приобщающие  русское общество к святыням Палестины, вести раскопки, построить подворье русского монастыря.
8 мая 1882 года был утвержден устав Общества и Хитрово избран его почётным членом и помощником Августейшего Председателя, а затем стал секретарём Общества.
С 1882 года труды Василия Николаевича Хитрово неотделимы от научной деятельности созданного им Палестинского общества. Одним из важнейших уставных направлений ИППО с самого начала была научная и издательская работа в области исторического, археологического, филологического исследования стран библейского региона.
В 1900—1902 годах по инициативе Хитрово при Совете Общества были организованы «Собеседования по научным вопросам, касающимся Палестины, Сирии и сопредельных с ними стран», которые академик В. В. Бартольд охарактеризует позже как «одну из немногих попыток образования в России общества ориенталистов со специальными научными задачами».
В. Н. Хитрово не делал из своей патриотической работы источника доходов или наград и почестей. На годичном собрании ИППО, посвящённом двадцатилетнему юбилею Общества, в 1902 году, он сказал: «Не в людях была причина успеха Общества, а в его идеале. Не мы одни, но вы, и тысячи рассеянных по Русской земле служат одному и тому же идеалу. Но есть одна, если не причина успеха Общества, то во всяком случае заслуга перед ним его руководителей, его Совета. Заслуга эта заключается в том, что ни разу не были потеряны подходящая минута или условие. Совет был всегда настороже и всегда наготове».

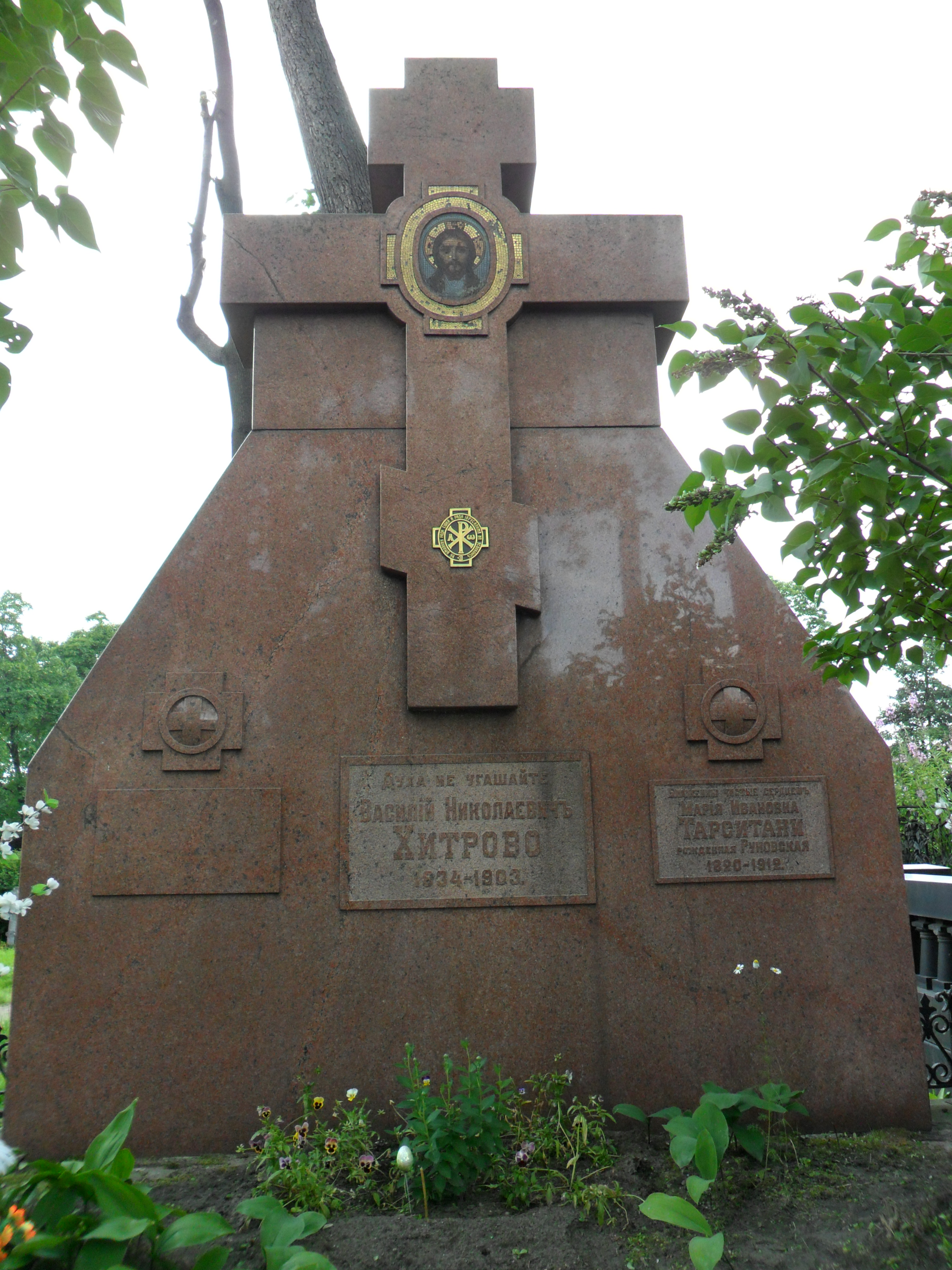
Могила В. Н. Хитрово на Никольском кладбище Александро-Невской лавры в Санкт-Петербурге

За неделю до кончины В. Н. Хитрово появился царский высочайший рескрипт, в котором говорилось: 

Василий Николаевич! Из отчётов, представленных Мне Августейшим Председателем Императорского палестинского общества, Его Императорским Высочеством Великим Князем Сергием Александровичем, Я с отрадным чувством убедился в выдающемся успехе деятельности названного Общества. Основанные им в Святой Земле подворья для паломников и заведения учебные и врачебные вполне удовлетворяют своему полезному назначению; число православных паломников возросло до десяти тысяч в год; для ознакомления с историей и современным положением Палестины Обществом предпринят целый ряд учёных и общедоступных изданий. Столь блестящие результаты достигнуты благодаря пожертвованиям и постоянным заботам подвизающихся на пользу Общества ревнителей веры и благочестия, в ряду коих вы заняли видное место вашими двадцатилетними плодотворными трудами в званиях Помощника Председателя, члена Совета и Секретаря Общества. Сердечно сочувствуя возвышенным целям Православного палестинского общества, коему вы так много послужили, Я считаю справедливым за изъясненные заслуги ваши объявить вам моё благоволение. Пребываю к вам благосклонный. Собственною Его Императорского Величества рукою подписано: «НИКОЛАЙ»— Н.Н. Лисовой Русское духовное и политическое присутствие в Святой Земле и на Ближнем Востоке в XIX - начале XX в., М., Индрик, с. 250-251
Скончался 6 мая 1903 года в Гатчине, под Петербургом, на 69-м году жизни. Погребён на Никольском кладбище Александро-Невской лавры в Петербурге. На могиле был поставлен простой деревянный крест со знаком ИППО и надписью из пророка Исайи: «Не умолкну ради Сиона и ради Иерусалима не успокоюсь». Этот стих он сам выбрал в качестве девиза Палестинского Общества.

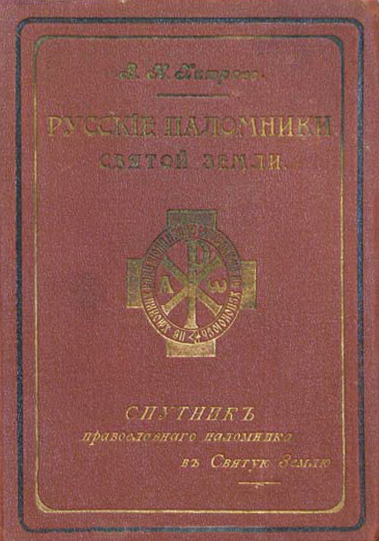
Обложка книги «Русские паломники Святой Земли»

## Публикации
- «Научное значение раскопок, произведенных Православным палестинским обществом на русском месте близ храма Гроба Господня в Иерусалиме» (СПб., 1885)
- «Неделя в Палестине. Из путевых воспоминаний» (ib., 1879)
- «Палестина и Синай» (вып. I, ib., 1876; вып. II, ib., 1886)
- «Православие в Св. Земле» (СПб., 1881)
- Свет, правда и народы России всех времен, или Полная история русского государства / Т. 1-[2]. — М.: тип. С. Орлова, 1880. — VIII, 611 с.
- «Письма о Святой Земле» (СПб., 1898)
- «Русские паломники Святой Земли» (ib., 1905).

## Памятник
В 2012 году, год 130-летия ИППО, в Москве открыт памятник Василию Николаевичу Хитрово (скульптор А. И. Рукавишников). В церемонии открытия памятника приняли участие председатель Счётной Палаты РФ, председатель ИППО С. В. Степашин, префект ЦАО, председатель Московского отделения ИППО С. Л. Байдаков; министр Правительства Москвы, руководитель Департамента культурного наследия г. Москвы А. В. Кибовский, руководитель Департамента градостроительной политики г. Москвы С. И. Левкин, народный художник России А. И. Рукавишников.